# Olexesh/Diskografie
Diese Diskografie ist eine Übersicht über die musikalischen Werke des deutschen Rappers Olexesh. Die erfolgreichste Veröffentlichung von Olexesh ist die in Zusammenarbeit mit Edin entstandene Single Magisch mit über 400.000 verkauften Einheiten.

## Alben

### Studioalben
| Jahr | Titel Musiklabel        | Höchstplatzierung, Gesamtwochen, AuszeichnungChartplatzierungen (Jahr, Titel, Musiklabel, Platzierungen, Wochen, Auszeichnungen, Anmerkungen) | Höchstplatzierung, Gesamtwochen, AuszeichnungChartplatzierungen (Jahr, Titel, Musiklabel, Platzierungen, Wochen, Auszeichnungen, Anmerkungen) | Höchstplatzierung, Gesamtwochen, AuszeichnungChartplatzierungen (Jahr, Titel, Musiklabel, Platzierungen, Wochen, Auszeichnungen, Anmerkungen) | Anmerkungen                              |
| Jahr | Titel Musiklabel        | DE | AT | CH | Anmerkungen                              |
| ---- | ----------------------- | --- | --- | --- | ---------------------------------------- |
| 2014 | Nu eta da 385idéal      | DE7 (2 Wo.)DE | AT22 (1 Wo.)AT | CH8 (2 Wo.)CH | Erstveröffentlichung: 7. März 2014       |
| 2015 | Masta 385idéal          | DE5 (5 Wo.)DE | AT15 (1 Wo.)AT | CH5 (6 Wo.)CH | Erstveröffentlichung: 27. März 2015      |
| 2016 | Makadam 385idéal        | DE2 (5 Wo.)DE | AT10 (2 Wo.)AT | CH4 (3 Wo.)CH | Erstveröffentlichung: 21. Oktober 2016   |
| 2018 | Rolexesh 385idéal       | DE1 (12 Wo.)DE | AT1 (5 Wo.)AT | CH2 (4 Wo.)CH | Erstveröffentlichung: 2. März 2018       |
| 2019 | Augen Husky 385idéal    | DE5 (4 Wo.)DE | AT13 (2 Wo.)AT | CH11 (3 Wo.)CH | Erstveröffentlichung: 12. September 2019 |
| 2022 | Bratan 385idéal         | DE9 (2 Wo.)DE | — | CH18 (1 Wo.)CH | Erstveröffentlichung: 3. Juni 2022       |
| 2024 | Matador 385idéal        | DE7 (2 Wo.)DE | AT74 (1 Wo.)AT | CH11 (1 Wo.)CH | Erstveröffentlichung: 12. Januar 2024    |
| 2024 | Augen Husky 2 385idéal  | DE13 (8 Wo.)DE | AT50 (1 Wo.)AT | CH41 (1 Wo.)CH | Erstveröffentlichung: 9. Mai 2024        |
| 2025 | Olexiy Kosarev 385idéal | DE66 (1 Wo.)DE | — | — | Erstveröffentlichung: 29. Mai 2025       |

### Kollaboalben
| Jahr | Titel Musiklabel          | Höchstplatzierung, Gesamtwochen, AuszeichnungChartplatzierungen (Jahr, Titel, Musiklabel, Platzierungen, Wochen, Auszeichnungen, Anmerkungen) | Höchstplatzierung, Gesamtwochen, AuszeichnungChartplatzierungen (Jahr, Titel, Musiklabel, Platzierungen, Wochen, Auszeichnungen, Anmerkungen) | Höchstplatzierung, Gesamtwochen, AuszeichnungChartplatzierungen (Jahr, Titel, Musiklabel, Platzierungen, Wochen, Auszeichnungen, Anmerkungen) | Anmerkungen                                        |
| Jahr | Titel Musiklabel          | DE | AT | CH | Anmerkungen                                        |
| ---- | ------------------------- | --- | --- | --- | -------------------------------------------------- |
| 2021 | Ufos überm Block 385idéal | DE17 (2 Wo.)DE | AT75 (1 Wo.)AT | CH54 (1 Wo.)CH | Erstveröffentlichung: 1. Oktober 2021 mit Hell Yes |

### Mixtapes
| Jahr | Titel                         | Höchstplatzierung, Gesamtwochen, AuszeichnungChartplatzierungen (Jahr, Titel, Platzierungen, Wochen, Auszeichnungen, Anmerkungen) | Höchstplatzierung, Gesamtwochen, AuszeichnungChartplatzierungen (Jahr, Titel, Platzierungen, Wochen, Auszeichnungen, Anmerkungen) | Höchstplatzierung, Gesamtwochen, AuszeichnungChartplatzierungen (Jahr, Titel, Platzierungen, Wochen, Auszeichnungen, Anmerkungen) | Anmerkungen                              |
| Jahr | Titel                         | DE | AT | CH | Anmerkungen                              |
| ---- | ----------------------------- | --- | --- | --- | ---------------------------------------- |
| 2015 | Straßencocktail 385idéal      | DE5 (3 Wo.)DE | AT13 (2 Wo.)AT | CH5 (4 Wo.)CH | Erstveröffentlichung: 25. September 2015 |
| 2018 | Radioaktiv 385idéal           | DE28 (2 Wo.)DE | AT56 (1 Wo.)AT | CH57 (1 Wo.)CH | Erstveröffentlichung: 2. März 2018       |
| 2018 | Authentic Athletic 2 385idéal | DE2 (4 Wo.)DE | AT7 (1 Wo.)AT | CH7 (2 Wo.)CH | Erstveröffentlichung: 30. November 2018  |

Weitere Mixtapes
- 2012: Authentic Athletic (Free Download)

## Singles

### Als Leadmusiker
| Jahr | Titel Album                        | Höchstplatzierung, Gesamtwochen, AuszeichnungChartplatzierungen (Jahr, Titel, Album, Platzierungen, Wochen, Auszeichnungen, Anmerkungen) | Höchstplatzierung, Gesamtwochen, AuszeichnungChartplatzierungen (Jahr, Titel, Album, Platzierungen, Wochen, Auszeichnungen, Anmerkungen) | Höchstplatzierung, Gesamtwochen, AuszeichnungChartplatzierungen (Jahr, Titel, Album, Platzierungen, Wochen, Auszeichnungen, Anmerkungen) | Anmerkungen                                                                          |
| Jahr | Titel Album                        | DE | AT | CH | Anmerkungen                                                                          |
| --- | ---------------------------------- | --- | --- | --- | ------------------------------------------------------------------------------------ |
| 2017 | MOB Rolexesh                       | DE58 (6 Wo.)DE | — | — | Erstveröffentlichung: 2017                                                           |
| 2018 | Gopnik Rolexesh                    | DE58 (2 Wo.)DE | — | — | Erstveröffentlichung: 2018                                                           |
| 2018 | Magisch Radioaktiv                 | DE1 Platin · (33 Wo.)DE | AT13 (18 Wo.)AT | CH47 (17 Wo.)CH | Erstveröffentlichung: 2018 Verkäufe: + 400.000; feat. Edin                           |
| 2018 | Von vorn Authentic Athletic II     | DE68 (1 Wo.)DE | — | — | Erstveröffentlichung 2018                                                            |
| 2018 | Project X Authentic Athletic II    | DE46 (2 Wo.)DE | — | — | Erstveröffentlichung: 2018                                                           |
| 2019 | Karte brennt –                     | DE97 (1 Wo.)DE | — | — | Erstveröffentlichung: 2019 Rooz x Olexesh                                            |
| 2019 | Barrio Augen Husky                 | DE17 Gold · (13 Wo.)DE | AT35 (5 Wo.)AT | CH52 (3 Wo.)CH | Erstveröffentlichung: 2019 Verkäufe: + 200.000                                       |
| 2019 | Feuer Augen Husky                  | DE39 (2 Wo.)DE | — | — | Erstveröffentlichung: 2019 feat. Calo                                                |
| 2019 | Merri Augen Husky                  | DE59 (1 Wo.)DE | — | — | Erstveröffentlichung: 2019 mit Azzi Memo & Zack Ink                                  |
| 2019 | Ouh Mädchen Augen Husky            | DE38 (3 Wo.)DE | — | — | Erstveröffentlichung: 2019 mit A Boogie wit da Hoodie                                |
| 2019 | 9mm Bang Augen Husky               | DE30 (2 Wo.)DE | AT68 (1 Wo.)AT | CH94 (1 Wo.)CH | Erstveröffentlichung: 2019                                                           |
| 2019 | Benzin Augen Husky                 | DE49 (3 Wo.)DE | — | — | Erstveröffentlichung: 2019 feat. Celo & Abdi                                         |
| 2019 | Augen Husky                        | DE14 (7 Wo.)DE | AT29 (3 Wo.)AT | CH34 (3 Wo.)CH | Erstveröffentlichung: 2019 mit Nimo                                                  |
| 2020 | Click Click –                      | DE74 (1 Wo.)DE | — | — | Erstveröffentlichung: 2020 mit Manuellsen                                            |
| 2020 | Déjàvus im Kopf –                  | DE33 (2 Wo.)DE | AT63 (1 Wo.)AT | CH42 (1 Wo.)CH | Erstveröffentlichung: 2020                                                           |
| 2020 | Letztes Mal –                      | DE— aDE | — | — | Erstveröffentlichung: 2020 mit Esther Graf                                           |
| 2020 | Kriminal –                         | DE62 (1 Wo.)DE | — | — | Erstveröffentlichung: 2020                                                           |
| 2021 | Block Ufos überm Block             | DE45 (1 Wo.)DE | — | — | Erstveröffentlichung: 25. März 2021 mit Hell Yes feat. Joker Bra                     |
| 2021 | Lila Ufos überm Block              | DE66 (1 Wo.)DE | — | — | Erstveröffentlichung: 18. Juni 2021 mit Hell Yes                                     |
| 2021 | Kill Kill Ufos überm Block         | DE71 (1 Wo.)DE | — | — | Erstveröffentlichung: 23. Juli 2021 mit LX & Hell Yes                                |
| 2021 | Katastrof Bratan                   | DE94 (1 Wo.)DE | — | — | Erstveröffentlichung: 10. Dezember 2021                                              |
| 2022 | Geschichten ausm Hof –             | DE— bDE | — | — | Erstveröffentlichung: 6. Januar 2022                                                 |
| 2022 | UdSSR Bratan                       | DE50 (1 Wo.)DE | — | — | Erstveröffentlichung: 4. Februar 2022                                                |
| 2022 | 100.000 Bratan                     | DE96 (1 Wo.)DE | — | — | Erstveröffentlichung: 4. März 2022 feat. O.G.                                        |
| 2022 | Mama Ukraina Papa Russia –         | DE— cDE | — | — | Erstveröffentlichung: 6. März 2022                                                   |
| 2022 | Durak Bratan                       | DE— dDE | — | — | Erstveröffentlichung: 31. März 2022                                                  |
| 2022 | Etwas werden Bratan                | DE92 (1 Wo.)DE | — | — | Erstveröffentlichung: 29. April 2022                                                 |
| 2022 | Gib mir was ab Wazabi              | DE75 (1 Wo.)DE | — | — | Erstveröffentlichung: 20. Mai 2022 mit LX                                            |
| 2022 | Karussell –                        | DE88 (1 Wo.)DE | — | — | Erstveröffentlichung: 24. Juni 2022                                                  |
| 2022 | Strassa –                          | DE— eDE | — | — | Erstveröffentlichung: 14. Juli 2022                                                  |
| 2022 | Maria Maria –                      | DE31 (3 Wo.)DE | — | — | Erstveröffentlichung: 5. August 2022                                                 |
| 2022 | Nachhause –                        | DE— fDE | — | — | Erstveröffentlichung: 8. September 2022                                              |
| 2022 | Heizung auf 10 PLANET i            | — | — | — | Erstveröffentlichung: 6. Oktober 2022 mit Celo & Abdi, Krime & Schubi Akpella        |
| 2022 | Gefährlich –                       | DE— gDE | — | — | Erstveröffentlichung: 14. Oktober 2022                                               |
| 2022 | Fahrstuhl –                        | DE86 (1 Wo.)DE | — | — | Erstveröffentlichung: 10. November 2022                                              |
| 2023 | Promises –                         | DE— hDE | — | — | Erstveröffentlichung: 12. Januar 2023 feat. Izzy                                     |
| 2023 | Matador                            | DE14 (6 Wo.)DE | AT37 (2 Wo.)AT | CH36 (1 Wo.)CH | Erstveröffentlichung: 9. Februar 2023                                                |
| 2023 | Book of OL –                       | DE45 (1 Wo.)DE | — | CH85 (1 Wo.)CH | Erstveröffentlichung: 23. März 2023                                                  |
| 2023 | Underrated –                       | DE70 (1 Wo.)DE | — | — | Erstveröffentlichung: 11. Mai 2023                                                   |
| 2023 | Gramm für Gramm Matador            | DE14 (3 Wo.)DE | AT23 (2 Wo.)AT | CH32 (1 Wo.)CH | Erstveröffentlichung: 8. Juni 2023 feat. Bonez MC                                    |
| 2023 | 5 Sonnen –                         | DE81 (1 Wo.)DE | — | — | Erstveröffentlichung: 22. Juni 2023                                                  |
| 2023 | Mister O –                         | DE59 (1 Wo.)DE | — | — | Erstveröffentlichung: 6. Juli 2023                                                   |
| 2023 | Ghetto –                           | DE84 (1 Wo.)DE | — | — | Erstveröffentlichung: 10. August 2023 feat. Samra & Azad                             |
| 2023 | Baby Mamas –                       | DE— iDE | — | — | Erstveröffentlichung: 31. August 2023                                                |
| 2023 | Amigo PLANET i                     | DE— jDE | — | — | Erstveröffentlichung: 14. September 2023 feat. Veysel                                |
| 2023 | Darf ich mich vorstellen Matador   | DE93 (1 Wo.)DE | — | — | Erstveröffentlichung: 5. Oktober 2023                                                |
| 2023 | Idéal Mannschaft PLANET i          | DE— kDE | — | — | Erstveröffentlichung: 25. Oktober 2023 mit Celo & Abdi, Krime, Nimo & Schubi AKpella |
| 2023 | All Eyez on Me Matador             | DE84 (1 Wo.)DE | — | — | Erstveröffentlichung: 2. November 2023 feat. Nimo                                    |
| 2023 | Bin dabei –                        | DE— lDE | — | — | Erstveröffentlichung: 16. November 2023                                              |
| 2023 | Ferrari Motor Matador              | DE70 (1 Wo.)DE | — | CH94 (1 Wo.)CH | Erstveröffentlichung: 7. Dezember 2023 feat. Celo & Abdi                             |
| 2023 | Ich feier den Scheiß Augen Husky 2 | DE— mDE | — | — | Erstveröffentlichung: 28. Dezember 2023 feat. AJÉ                                    |
| 2024 | Schutzengel Augen Husky 2          | DE— nDE | — | — | Erstveröffentlichung: 8. Februar 2024 feat. Mel                                      |
| 2024 | Pistoleta Augen Husky 2            | DE11 (18 Wo.)DE | AT13 (14 Wo.)AT | CH39 (8 Wo.)CH | Erstveröffentlichung: 11. April 2024 feat. Ataypapi & Ilo 7araga                     |
| 2024 | Motorsport Augen Husky 2           | DE91 (1 Wo.)DE | — | — | Erstveröffentlichung: 25. April 2024 feat. Ilo 7araga                                |
| 2024 | Mademoiselle Augen Husky 2         | DE83 (1 Wo.)DE | — | — | Erstveröffentlichung: 2. Mai 2024 feat. Aymen                                        |
| 2024 | Favela Type Beat –                 | DE79 (1 Wo.)DE | — | — | Erstveröffentlichung: 13. Juni 2024                                                  |
| 2024 | Yugo jebe dugo –                   | DE89 (1 Wo.)DE | — | — | Erstveröffentlichung: 4. Juli 2024                                                   |
| 2024 | Fantasia –                         | DE— oDE | — | — | Erstveröffentlichung: 25. Juli 2024 mit Devito                                       |
| 2024 | RSQ8 –                             | DE61 (… Wo.)DE | — | — | Erstveröffentlichung: 22. August 2024                                                |
| 2024 | Durch die Nacht –                  | DE— pDE | — | — | Erstveröffentlichung: 5. September 2024 mit MB                                       |
| 2025 | Wassereis –                        | DE94 (1 Wo.)DE | — | — | Erstveröffentlichung: 13. März 2025                                                  |
| 2025 | OL im SL –                         | DE35 (1 Wo.)DE | — | — | Erstveröffentlichung: 15. Mai 2025 feat. Amo                                         |
| Folgende Lieder erschienen nicht als Single, wurden aber durch das Album zum Download und Streaming bereitgestellt und konnten somit eine Platzierung erlangen: |                                    | | | |                                                                                      |
| |                                    | | | |                                                                                      |
| 2018 | Frisch aus dem Block Rolexesh      | DE39 (2 Wo.)DE | — | CH70 (1 Wo.)CH | feat. Capital Bra                                                                    |
| 2018 | Schüsse aus’m Benz Rolexesh        | DE47 (2 Wo.)DE | — | CH91 (1 Wo.)CH | feat. Bonez MC                                                                       |
| 2018 | Geld spielt keine Rolex Rolexesh   | DE53 (1 Wo.)DE | — | — | feat. Nimo                                                                           |
| 2018 | Hallo hallo Rolexesh               | DE66 (1 Wo.)DE | — | — |                                                                                      |
| 2018 | Fake Love Rolexesh                 | DE77 (1 Wo.)DE | — | — | feat. Ufo361                                                                         |
| 2018 | BWA Rolexesh                       | DE90 (1 Wo.)DE | — | — | feat. Celo & Abdi & Hanybal                                                          |
| 2018 | Hände an der 9 Rolexesh            | DE94 (1 Wo.)DE | — | — | feat. Azad                                                                           |
| 2019 | Lalala Augen Husky                 | — | AT48 (1 Wo.)AT | CH95 (1 Wo.)CH | mit Jala Brat & Buba Corelli                                                         |
| 2021 | Vollmond Ufos überm Block          | DE— qDE | — | — | Charteinstieg: 8. Oktober 2021 mit Hell Yes                                          |
| 2022 | Weit gebracht Bratan               | DE70 (1 Wo.)DE | — | — | Charteinstieg: 10. Juni 2022 feat. Pajel                                             |
| 2024 | Cabrio Augen Husky 2               | DE28 (3 Wo.)DE | AT41 (1 Wo.)AT | CH49 (1 Wo.)CH | Charteinstieg: 17. Mai 2024 feat. Bonez MC                                           |

Weitere Singles
- 2014: Was mich wach hält
- 2015: Gib ihm bös
- 2015: Alles muss neu (Remix von I Am Jerry)
- 2016: Mr. President
- 2016: Russki Kanak
- 2016: 64 Kammern
- 2016: Geboren in der Großstadt
- 2016: Weyauu
- 2016: Schwarzfahren (feat. Nimo)
- 2016: Saftige Schluhas (feat. Blut & Kasse, Crackaveli und Emok)
- 2019: Nomer Odin

### Als Gastmusiker

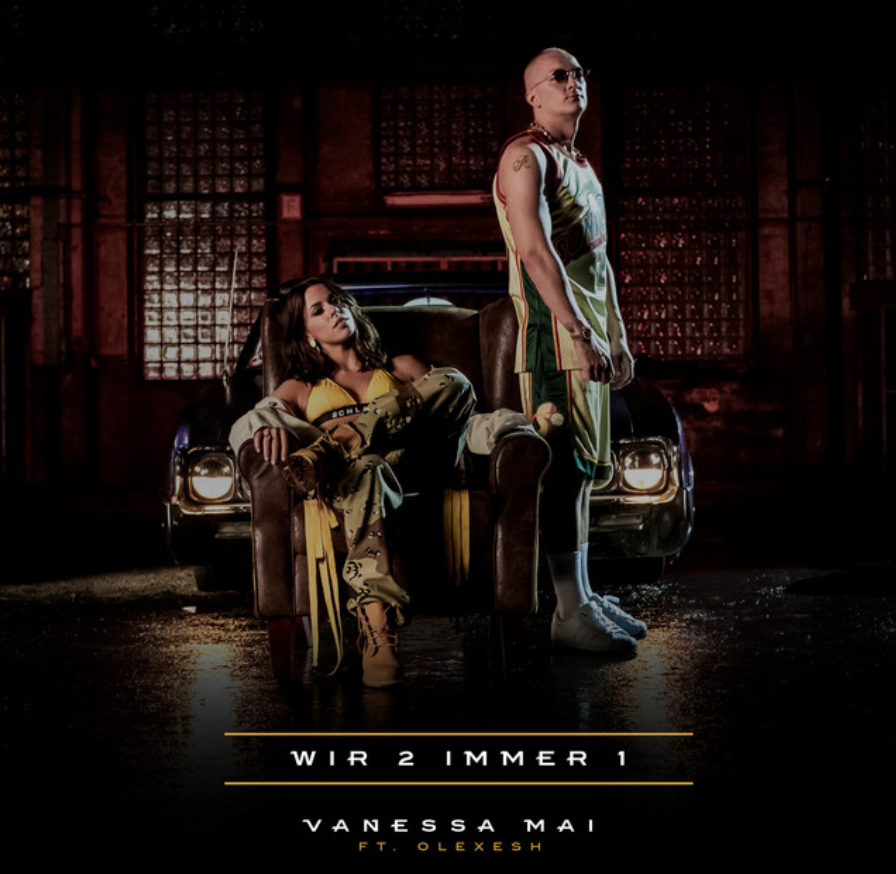
Frontcover zu Wir 2 immer 1.

| Jahr | Titel Album                           | Höchstplatzierung, Gesamtwochen, AuszeichnungChartplatzierungen (Jahr, Titel, Album, Platzierungen, Wochen, Auszeichnungen, Anmerkungen) | Höchstplatzierung, Gesamtwochen, AuszeichnungChartplatzierungen (Jahr, Titel, Album, Platzierungen, Wochen, Auszeichnungen, Anmerkungen) | Höchstplatzierung, Gesamtwochen, AuszeichnungChartplatzierungen (Jahr, Titel, Album, Platzierungen, Wochen, Auszeichnungen, Anmerkungen) | Anmerkungen                                                                      |
| Jahr | Titel Album                           | DE | AT | CH | Anmerkungen                                                                      |
| ---- | ------------------------------------- | --- | --- | --- | -------------------------------------------------------------------------------- |
| 2015 | Löwenzahn VI                          | DE67 (2 Wo.)DE | AT66 (1 Wo.)AT | CH60 (1 Wo.)CH | Sido feat. Olexesh                                                               |
| 2017 | Rhythm N’ Flouz Diaspora              | DE51 Gold · (9 Wo.)DE | — | — | Erstveröffentlichung: 2017 Verkäufe: + 200.000; Celo & Abdi feat. Nimo & Olexesh |
| 2017 | Das Leben ist so Blyat                | DE64 (1 Wo.)DE | — | — | Erstveröffentlichung: 2017 Capital Bra feat. Olexesh                             |
| 2018 | Wir 2 immer 1 Schlager                | DE33 (6 Wo.)DE | — | — | Erstveröffentlichung: 2018 Vanessa Mai feat. Olexesh                             |
| 2018 | Lass mal diese Allein                 | DE41 (2 Wo.)DE | — | — | Erstveröffentlichung: 2018 Capital Bra feat. Olexesh                             |
| 2020 | Keine Liebe Hitze                     | DE— rDE | — | — | Erstveröffentlichung: 2020 2ara feat. Olexesh                                    |
| 2020 | Nehm sie mit –                        | DE89 (1 Wo.)DE | — | — | Erstveröffentlichung: 2020 Jugglerz feat. Olexesh                                |
| 2020 | NMI –                                 | DE— sDE | — | — | Erstveröffentlichung: 2020 Chakal feat. Olexesh                                  |
| 2020 | Hinsetzen anschnallen Mietwagentape 2 | DE42 (1 Wo.)DE | — | CH89 (1 Wo.)CH | Erstveröffentlichung: 2020 Celo & Abdi feat. Olexesh                             |
| 2020 | FN21 –                                | DE— tDE | — | — | Erstveröffentlichung: 2020 Celo & Abdi feat. Olexesh                             |
| 2021 | Icy –                                 | DE— uDE | — | — | Erstveröffentlichung: 2021 Josi feat. Olexesh                                    |
| 2021 | Rolling Loud Reset                    | DE— vDE | — | — | Erstveröffentlichung: 11. Juni 2021 Jalil feat. Olexesh                          |
| 2021 | Racks in den Socken –                 | DE— wDE | — | — | Erstveröffentlichung: 25. Juni 2021 Ceso feat. AJÉ, Bonez MC, Olexesh & Zined    |
| 2021 | Gangster & Hustler Mister Kriminell   | DE98 (1 Wo.)DE | — | — | Erstveröffentlichung: 8. Oktober 2021 Hemso feat. Olexesh                        |
| 2022 | Captain (Whistle) –                   | DE— xDE | — | — | Erstveröffentlichung: 8. April 2022 Nutcase22 feat. Olexesh                      |
| 2022 | 6am –                                 | DE— yDE | — | — | Erstveröffentlichung: 30. September 2022 Ajé feat. O.G. & Olexesh                |
| 2023 | Nix zu tun High & hungrig 3           | DE10 (5 Wo.)DE | AT14 (3 Wo.)AT | CH35 (1 Wo.)CH | Erstveröffentlichung: 16. März 2023 Bonez MC & Gzuz feat. Olexesh                |
| 2024 | Nach vorne –                          | DE81 (1 Wo.)DE | — | — | Erstveröffentlichung: 14. März 2024 Haaland936 feat. Olexesh                     |
| 2024 | Gunshot –                             | DE35 (3 Wo.)DE | — | CH85 (… Wo.)CH | Erstveröffentlichung: 13. September 2024 Eno feat. Olexesh                       |

## Sonderveröffentlichungen

### Gastbeiträge
| - 2012: Parallelen United Remix #1 von Celo & Abdi (feat. Juri, Elijahu, DOE, 60/60, Vlacho, Ray Rah, Anoush, Behrang, Credibil, Azro, Ben Salomo, Malik & Tatwaffe) - 2013: Chabos wissen wer der Babo ist Remix auf Blockplatin von Haftbefehl (feat. Milonair, Mosh36, Habesha, Abdi, Celo, Crackaveli, DOE, 60/60, Al-Gear & Veysel) - 2013: Aus welchem Land kommst du? auf Blut gegen Blut 3 von Massiv (feat. Veysel) - 2013: Wir kenn’ dich nicht auf Endstation EP von Born & Tatwaffe - 2013: Ich lebe (Strassen Remixxx) auf BZ von Mosh36 (feat. Papaz, Milonair, Hamad 45, Herzog, Diloman, Azer0 & Fux) - 2014: 24 Std (Remix) auf Kurwa von Schwesta Ewa (feat. Mosh36, Al-Gear, MoTrip, DCVDNS, El Mouss & Emo33) - 2014: Ein jeder ist Held (feat. Damion Davis) und Kodex auf FSW // Freieschwarzmarktwirtschaft von Plusmacher - 2014: Großstadtschakale 2 von King Khalil (feat. Massiv) - 2014: Fahrrad fahrn auf Zilet: Audio Digital Rasur von Toni der Assi - 2014: Mein Club (Remix) auf TrafiQ von SadiQ - 2014: Werdegang auf Ben Life von Chaker - 2014: 9mm Futter Remix von Chaker (feat. DOE, Veysel, Hanybal, Celo & Abdi) - 2014: Next Level auf Akupunktur von Celo & Abdi (feat. Credibil) - 2014: Scheiß Tag auf High & hungrig von Gzuz & Bonez MC - 2014: Postbote auf Wilder Westen von Sentence - 2014: Hörst du drauf? auf Wohlstand von AchtVier - 2014: Kettensäge auf Ready to Die von Berkan - 2014: Futura auf Audiovisuell von Veysel - 2014: On Stage Remix von Veysel (feat. Celo & Abdi) - 2014: Geschäftschance auf #JezAllesAus von Telly Tellz - 2014: NUR NOCH 60 SEKUNDEN von Celo & Abdi - 2014: Euros & Franken von Gurbet & Sylo - 2014: Russisch Roulette (Babos Remix) auf Russisch Roulette (Deluxe) von Haftbefehl - 2015: Endstufe und Reiß die Bude ab auf Weg von der Fahrbahn von Hanybal - 2015: Hast du heute schon getanzt? auf Sag einfach ja von Marla Blumenblatt - 2015: Dresscode auf Baba aller Babas von Xatar - 2015: Blendoui auf Bonchance von Celo & Abdi - 2015: Irrenhaus Rap auf Lucky No. 7 von Mosh36 - 2015: Löwenzahn auf VI von Sido | - 2015: Ich repräsentier auf Killemall von Manuellsen (feat. Hanybal) - 2015: Meine Wahl / Meine Konsequenz auf WCB.FM 2 von B-Lash - 2015: Hang the Bankers auf Unzensiert von Haftbefehl - 2016: Rucksackgesicht auf Messias von Rapido - 2016: 100% auf Auuuf jetzt! von Twin - 2016: Zu viel, zu wenig auf Kuku Bra von Capital Bra - 2016: Lass mich wissen auf Habeebeee von Nimo - 2016: Assassin auf Enter Tha Dragon von Svaba Ortak (feat. Metak) - 2016: Zostało w nas auf 10/29 von Paluch - 2016: Saxofon auf Gauna von Nate57 (feat. Crackaveli) - 2016: Knolle für Knolle auf Milominati von Milonair (feat. Mosh36) - 2016: Messi Ronaldo auf Haramstufe Rot von Hanybal - 2016: Lass die Würfel rollen auf L.O.S. von Crackaveli (feat. Skinny Al, Fatal, Toni der Assi, Telly Tellz, AchtVier & 60/60) - 2017: Hart erdealtes Geld auf Kush Hunter von Plusmacher - 2017: Zahltag auf 2ahltag: Riot von Bass Sultan Hengzt - 2017: Ich will nicht sterben auf Ich bin 3 Berliner von Ufo361 - 2017: Cocaine Cowboys auf Hallo Deutschrap von Dardan - 2017: Promille auf Trap ’n’ Haus von Azzi Memo - 2017: Is so auf K¡K¡ von Nimo - 2017: Dubai auf Racaille von Mortel - 2017: Rhythm N’ Flouz von Celo & Abdi (feat. Olexesh & Nimo) - 2018: Akku leer von Rola - 2018: Wir 2 immer 1 von Vanessa Mai - 2021: Hinsetzen anschnallen auf Mietwagentape 2 von Celo & Abdi - 2021: Bando auf Lockdown von Majoe & Silva - 2021: Shalom auf Galas von Alyona Alyona - 2022: Ghetto auf Uncut von 18 Karat - 2022: Airmax & Jeans und Rollen laut auf Hoez & Broz II von Cashmo - 2022: Wish auf Für den Himmel durch die Hölle von Kontra K - 2022: Red nicht auf Awanta von Schwesta Ewa |

### Freetracks
- 2012: Super 6
- 2013: Schluha
- 2014: Was mich wach hält
- 2014: Ghettoblasta
- 2015: Nachtaktiv
- 2015: Kein Stop
- 2015: Testschluck
- 2015: Autoscooter rückwärts
- 2016: Speedboat
- 2016: Bolzplatz
- 2016: Mr. President
- 2016: Blocktauben
- 2016: Saftige Schluhas (feat. Blut & Kasse, Crackaveli & Emok)
- 2016: Vom Subway in die Charts
- 2017: Dreh ’ne Runde

### Juice-Exclusives
- 2014: Streetfighter II Turbo (Juice-CD #122)[26]
- 2015: Kein Stop (Juice-CD #127)[27]

## Statistik

### Chartauswertung
|                     | DE     | AT     | CH     |
| ------------------- | ------ | ------ | ------ |
| Nummer-eins-Alben   | DE1DE  | AT1AT  | CH—CH  |
| Top-10-Alben        | DE9DE  | AT5AT  | CH6CH  |
| Alben in den Charts | DE13DE | AT11AT | CH12CH |

|                       | DE     | AT     | CH     |
| --------------------- | ------ | ------ | ------ |
| Nummer-eins-Singles   | DE1DE  | AT—AT  | CH—CH  |
| Top-10-Singles        | DE2DE  | AT—AT  | CH—CH  |
| Singles in den Charts | DE65DE | AT12AT | CH18CH |

### Auszeichnungen für Musikverkäufe
Anmerkung: Auszeichnungen in Ländern aus den Charttabellen bzw. Chartboxen sind in ebendiesen zu finden.
| Land/RegionAuszeichnungen für Musikverkäufe (Land/Region, Auszeichnungen, Verkäufe, Quellen) | Gold     | Platin  | Verkäufe | Quellen           |
| -------------------------------------------------------------------------------------------- | -------- | ------- | -------- | ----------------- |
| Deutschland (BVMI)                                                                           | 2× Gold2 | Platin1 | 800.000  | musikindustrie.de |
| Insgesamt                                                                                    | 2× Gold2 | Platin1 |          |                   |